# Rue André-Voguet
Pour les articles homonymes, voir Voguet.
La rue André-Voguet est une voie du 13e arrondissement de Paris, en France.

## Situation et accès
La rue André-Voguet est une voie publique située dans le 13e arrondissement de Paris. Elle débute rue René-Villars à Ivry-sur-Seine et se termine à l'angle de la rue du Vieux-Chemin et de l'avenue Maurice-Thorez à Ivry-sur-Seine.

## Origine du nom
Elle porte le nom d'André Voguet (Chaumont, 1913 – Paris, 1986), instituteur, résistant et secrétaire du Front national universitaire clandestin pendant l’occupation de la France par l'Allemagne.
Il est élu, pour la première fois en 1947. Membre élu des deux assemblées parisiennes depuis 1947, le conseil d’arrondissement municipal et le Conseil de Paris, il représente le 13e arrondissement de façon ininterrompue au Conseil de Paris jusqu'en 1983.

## Historique
Située sur l'ancien territoire d'Ivry-sur-Seine, annexé à Paris par décret du 18 avril 1929, cette voie est ouverte, en 1968, dans le cadre de l'aménagement du boulevard Périphérique sous le nom provisoire de « voie AI/13 » dans sa partie parisienne et « rue du Vieux Chemin » dans sa partie ivryenne. Elle prend sa dénomination actuelle le 26 septembre 1996 pour la partie ivryenne et le 24 juillet 1997 pour la partie parisienne.